# Ammiraglio Millo (sommergibile)
L’Ammiraglio Millo è stato un sommergibile della Regia Marina.

## Storia
Dal maggio all'ottobre 1941 fu impegnato nell'addestramento dell'equipaggio, divenendo effettivamente operativo il 15 settembre.
Per via delle sue grandi dimensioni fu adibito al trasporto di rifornimenti.
Il 21 novembre 1941 salpò da Taranto per la prima missione per trasportare a Derna 138 tonnellate di latte di benzina e 6,8 tonnellate di cassette di munizioni anticarro; giunse nel porto libico nella serata del 23 novembre, mise a terra il carico e ripartì nel mattino del 24, giungendo a Taranto due giorni dopo.
Altre missioni di questo tipo si ebbero il 30 novembre (verso Bardia e Bengasi), il 23 dicembre (per Tripoli) ed il 26 gennaio 1942 (ancora verso Tripoli); di ritorno da quest'ultimo viaggio, mentre si trovava nei pressi della costa della Libia, fu anche fatto segno di un attacco aereo con bombe, uscendone però indenne.
In tutto, in queste quattro missioni, trasportò 365,2 tonnellate di carburante, 167 di munizioni e 91 di provviste.
Il 6 marzo 1942 fu dislocato a sudest di Malta nell'ambito dell'operazione «V. 5», a protezione di un convoglio italiano carico di rifornimenti diretti in Libia (il Millo, assieme ad altri sommergibili, avrebbe dovuto attaccare delle eventuali unità di superficie partite da Malta per attaccare il convoglio). Sei giorni dopo, non avendo trovato navi nemiche, intraprese la navigazione di rientro.
Alle 13.23 del 14 marzo il Millo (agli ordini del capitano di corvetta Vincenzo D'Amato, nato a Bari il 30 ottobre 1908), mentre, proveniente da Capo dell'Armi, navigava a zig zag in superficie alla volta di Taranto per rientrare in porto, fu avvistato dal sommergibile britannico Ultimatum, che gli lanciò una sventagliata di quattro siluri: due delle armi andarono a segno rispettivamente a centro nave e a poppavia della torretta, provocando il repentino affondamento del Millo in posizione 38°27' N e 16°37' E (al largo di Punta Stilo).
Affondarono con il sommergibile il comandante D'Amato, altri due ufficiali e 52 fra sottufficiali e marinai (altre fonti indicano un totale di 57 vittime), mentre il comandante in seconda tenente di vascello Marcello Bertini (che nel dopoguerra scrisse per l'ufficio storico della marina un fondamentale testo sui sommergibili italiani in Mediterraneo), altri tre ufficiali, due sottufficiali e otto marinai furono tratti in salvo (e catturati) dall’Ultimatum. Un ultimo sopravvissuto, il sergente elettricista Lingua, fu salvato da una barca partita dalla costa (da dov'era stato visto l'affondamento) alle 14.08.
Il Millo aveva svolto complessivamente 6 missioni offensive, 4 di trasporto e 4 di trasferimento, per un totale di 8045 miglia di navigazione in superficie e 532 in immersione.
Il relitto del sommergibile è stato individuato nel settembre 2005, coricato sul fianco sinistro, ad una profondità compresa fra i 65 ed i 72 metri.